# Megali Koprana
Megali Koprana (griechisch Μεγάλη Κοπράνα = Große Koprana) ist eine 1148 m hohe Erhebung des Selena-Gebirges. Der Berg fällt nach allen Seiten relativ flach ab. Etwa 400 m nördlich liegen die beiden Berge Karfi und Mikri Koprana, zwischen denen man die Ruinen der spätminoischen Höhensiedlung Karphi fand. Auch in der Senke zwischen Mikri und Megali Koprana und auf dem Megali Koprana fand man Gebäudereste aus spätminoischer Zeit.
Westlich des Gipfels in etwa 300 m Entfernung liegt die Vitsilovrisis-Quelle (griechisch Βιτσιλόβρυση = Geierquelle). Hier fand man 17 spätminoische Tholosgräber. Etwa 250 m östlich bei der Astividero-Quelle (griechisch Πηγή Αστιβιδερό = unwegsame Quelle) fand man 4 weitere Tholosgräber.
Der Name Koprana bedeutet Exkremente und soll ein Indiz dafür sein, dass früher hier Schafe- und Ziegenherden gehalten wurden und man deshalb auf ihre Hinterlassenschaften stieß.